# فيليبي كارديناس
فيليبي كارديناس (بالإسبانية: Felipe Cárdenas Morales)‏ هو مجدف تشيلي، ولد في 22 يوليو 1991 في أنتوفاغاستا في تشيلي.

## وصلات خارجية
- فيليبي كارديناس على موقع الاتحاد الدولي للتجديف (الإنجليزية)
- فيليبي كارديناس على موقع أوليمبيديا (الإنجليزية)